# یامادا دنکی
یامادا دنکی (انگلیسی: Yamada Denki) شرکت خرده‌فروشی ژاپنی است، که در سال ۱۹۷۸ تأسیس شد.